# Refugis antiaeris de Torredembarra
Els Refugis antiaeris de Torredembarra són un seguit de refugis catalogats com a monument al municipi de Torredembarra (Tarragonès) protegit com a bé cultural d'interès local.
Durant la Guerra Civil Espanyola es van construir deu refugis antiaeris a la vila, dels quals se'n protegeixen tres com a bé cultural d'interès local.

## Refugi de la plaça de la Font
S'hi pot accedir per una cisterna situada en terrenys privats, al costat dels safareigs. Actualment les entrades es troben tapades amb maons i posteriorment amb terra i quitrà del carrer. La terra d'on és construït és de tipus argilós. Al sostre hi ha una volta de canó, sense apuntalaments, amb una alçada d'uns 2 metres. Té 24 forats per posar-hi llum i 18 esglaons tant per sortir com per entrar. Segurament fou construït per la brigada de refugis antiaeris de l'Ajuntament de l'època.

## Refugi de Clarà

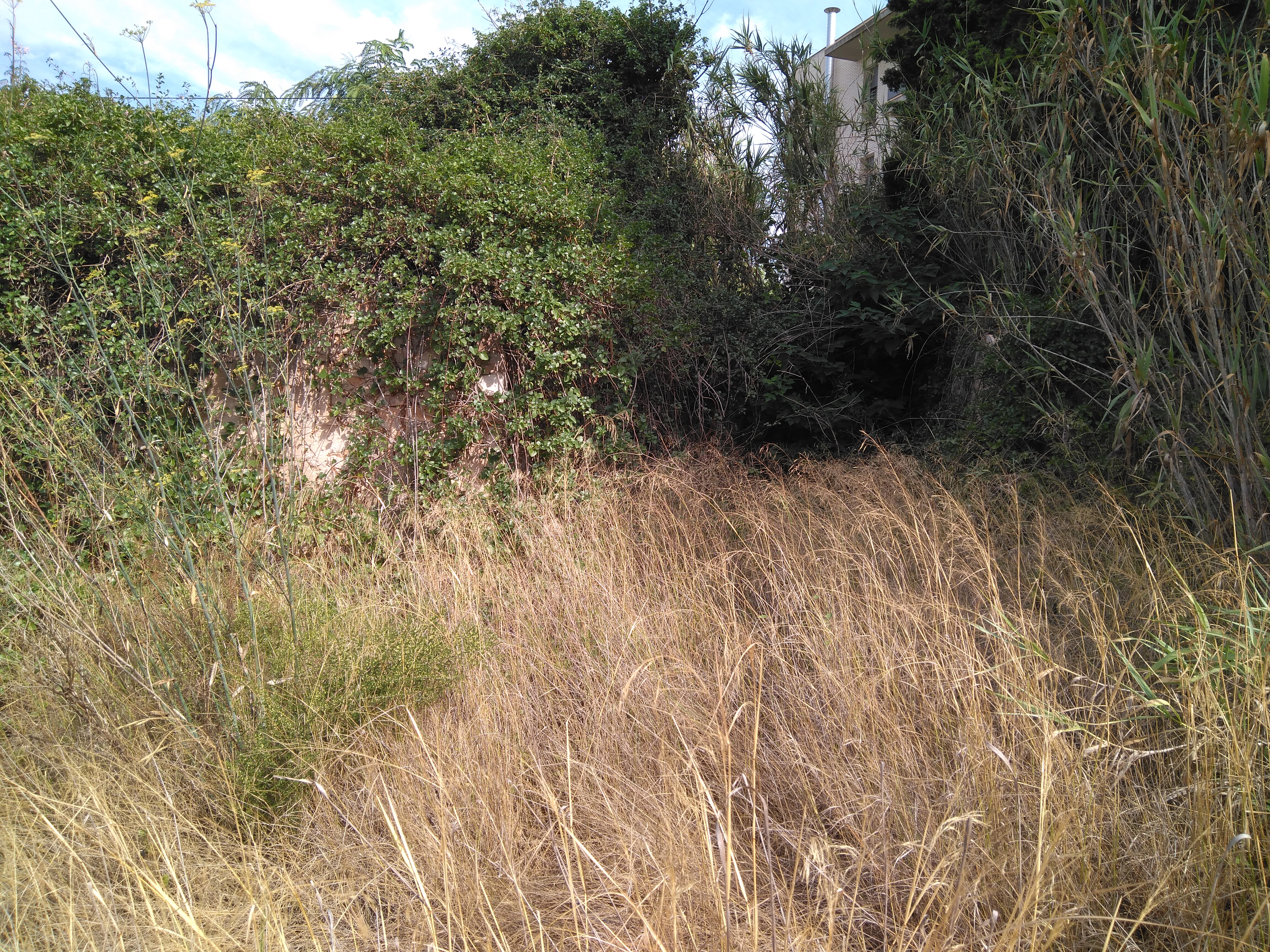
Refugi antieaeri de Clarà

El refugi antiaeri de Clarà es troba entre la carretera de la Pobla i l'entrada de Cal Pastoret. Una de les entrades està tapada amb runa. És excavat a la pedra amb volta de canó sense apuntalaments. L'alçada és 1,70 m i l'amplada d'1,50 m. La galeria, té uns 40 m, és recta. Fou construït pels veïns de Clarà. L'accés estava fet de maons i tenia una porta de ferro. Tenia un total de cinc habitacions a dues bandes, algunes amb seients. Hi ha 14 forats a les parets que servien per posar-hi espelmes, tot i que tenia llum elèctrica.
L'estat de conservació és correcte i fins i tot es pot visitar. La boca d'entrada principal està destruïda i l'accés és dificultós. L'altra entrada es va fer servir com abocador incontrolat.

## Refugi de la plaça de l'Escorxador
Està situat a la cantonada carrer Muntanyeta amb el carrer Escorxador. El pou de ventilació és a la cantonada del carrer Nord amb el carrer Clapers i avança longitudinalment per sota la plaça de l'Escorxador. Les entrades estan tapades. En origen tenia 15 metres de profunditat, actualment en té 10. Al final de les escales hi ha una bifurcació a la dreta, a la qual s'accedeix des d'una casa situada a la cantonada del carrer Freginals amb la Baixada de Sant Antoni. Probablement enllaçava amb el refugi de la plaça de la Font.
Fou construït amb pedra del Mèdol amb una volta de canó, sense apuntalaments, amb una alçada de 2 metres i una amplada d'un metre i mig. Constava d'una sèrie d'habitacions, entre 7 i 9, algunes amb bancs. Hi ha una zona més àmplia que fa pensar que hi havia la intenció d'ajuntar-lo amb el refugi del Partronat A. Roig. Tenia llum elèctrica.
Se'n desconeix l'estat de conservaició actual, ja que fou tapat el 1987 en construir la plaça de l'Escorxador.